# هوشنگ شروان
هوشنگ سی و دومین شاه شروان و آخرین عضو شاخه دودمان کسرانی شروان‌شاهان بود.

## سلطنت
او در سال ۱۳۷۲ میلادی جانشین پدرش کاووس یکم شروانشاه شد. وی تا آن زمان در دربار سلطان اویس جلایر بود.هوشنگ با سوءاستفاده از مرگ اویس جلایر، اقتدار خود را در شروان مجدداً اعلام کرد. او بدون موفقیت به عنوان واسطه بین جلایریان عمل کرد. نام سکه‌های وی همچنین سلطان حسین جلایر و سلطان احمد جلایر بود، به این معنی که بین سالهای ۱۳۷۴ و ۱۴۱۰ شروان‌شاهان فرمانروایان در نام بودند. وی مردی فرهیخته و شاعر بود. وی در سال ۱۳۸۲ توسط اشراف محلی برکنار و کشته شد. بدون هیچ مشکلی، نخستین پسر عموی خود که یک بار ابراهیم یکم شروانشاه را برکنار کرد، جانشین او شد.